# وووجنگن
وووجنگن (به لاتین: Włodzienin) یک روستا در لهستان است که در گمینا برانگتسه واقع شده‌است.